# Sultănica
{{IC}'
Sultănica este o nuvelă din 1883 scrisă de Barbu Ștefănescu Delavrancea. A fost publicată între 9-15 martie 1883 în suplimentul literar al gazetei România liberă, sub pseudonimul Argus. Nuvela reprezintă debutul propriu-zis al lui Delavrancea ca nuvelist. Descrie  soarta unei orfane de tată care este foarte săracă. În această nuvelă, Delavrancea schițează un tablou impresionist.